# Hoje Eu Quero Me Perder
"Hoje Eu Quero Me Perder" é uma canção da banda brasileira Lagum, contida no terceiro álbum de estúdio, Memórias (De Onde Eu Nunca Fui) (2021). Foi lançada como primeiro single do álbum em 20 de março de 2020, através da Sony Music Brasil. Foi composta por Tio Wilson, Jorge, Pedro Calais, Francisco Jardim, Zani e Deco, sendo produzida por Pablo Bispo, Ruxell e Sergio Santos.

## Composição
"Hoje Eu Quero Me Perder" tem dois minutos e cinquenta e três segundos de duração, e foi escrita por Tio Wilson, Jorge, Pedro Calais, Francisco Jardim, Zani e Deco, e produzida por Pablo Bispo, Ruxell e Sergio Santos.

## Videoclipe
O videoclipe foi lançado em 20 de março de 2020, e foi dirigido por Belle Melo. O clipe tem uma vibe alegre com visuais que remetem aos anos 90 e 2000.

## Desempenho nas tabelas musicas
| Tabela musical (2020)             | Melhor posição |
| --------------------------------- | -------------- |
| Brasil (Top 100 Brasil)           | 71             |
| Brasil (Top 10 Pop/Rock Nacional) | 2              |